# Szent Fiacrius
Meaux-i Szent Fiacrius (Írország, 610? – Franciaország, 668) ír apát, remete, a kertészek, virágkereskedők és bérkocsisok védőszentje.
A hagyomány szerint Faro, Meaux püspöke hívta Franciaországba, ahol remeteségben élt, de csodálatos gyógyító híre miatt sokan keresték fel. Jártas volt az urológiában és a proktológiában, vagyis a végbéltáji panaszok kezelésében. Kézrátétellel csillapította a lázat, gyógyította a vakságot, a sipolyokat, az aranyeres panaszokat (ezt néha Szent Fiacrius betegségének is nevezik). Talán nem véletlen, hogy az egész nap bakon ülő, tehát az aranyérbetegség kialakulására veszélyeztetettek is az oltalmát élvezhették. Fiacrius a városka katedrálisában nyugszik. Remeteként, földművesöltözetben, ásóval, virággal, kezében templommodellel ábrázolják. Ünnepe: augusztus 30.
Róla nevezték el a párizsi Hotel Saint-Fiacre szállodát, az utóbbiról pedig a fiákert.